# Jean-Baptiste Mimiague
Jean-Baptiste Narcisse Mimiague (Vilafranca de Mar, Alps Marítims, 3 de febrer de 1871 – Niça, 6 d'agost de 1929) va ser un tirador d'esgrima francès que va competir a cavall del segle xix i el segle xx. El 1900 va prendre part en els Jocs Olímpics de París, en què guanyà la medalla de bronze en la prova de floret professional.